# Guaratinguetá Futebol
Il Guaratinguetá Futebol, noto anche semplicemente come Guaratinguetá, è stata una società calcistica brasiliana con sede nella città di Guaratinguetá, nello stato di San Paolo.

## Storia
Il 1º ottobre 1998, il club è stato fondato come Guaratinguetá Esporte Clube da un gruppo tra cui il dottor Mário Augusto Rodrigues Nunes (soprannominato Marinho).
Il 4 novembre 1999, il Consórcio de Guaratinguetá venne creato, a co-gestire il club insieme al C.S.R Futebol e Marketing, di proprietà dell'imprenditore Carlos Arini e dei calciatori César Sampaio e Rivaldo.
Il 26 novembre 1999, il club si è affiliato alla Federação Paulista de Futebol, partecipando al Campeonato Paulista Série B2 dell'anno successivo.
Nel 2002, il Consórcio de Guaratinguetá fu chiuso, e il club era di proprietà degli imprenditori Odário Mardegan Durães e Elmiro Aparecido de Faria.
Dal 2004, il club è di proprietà dell'imprenditore Sony Alberto Douer. Nel 2005, l'imprenditore era Carlos Arini, che ha fondato la Sony Sports, una società creata per gestire il club. Qualche tempo dopo, gli imprenditori Clementino Bolan e Gustavo Gazzolla si sono uniti alla Sony Sports. Il club ha poi ricevuto il suo nome attuale, Guaratinguetá Futebol, dopo che diventato una società a responsabilità limitata.
Nel 2006, il Guaratinguetá fu eliminato nelle semifinali del Campeonato Paulista Série A2, ma ha terminato al secondo posto nel suo gruppo, ed è stato quindi promosso nel Campeonato Paulista Série A1 dell'anno successivo.
Nel 2007, il club ha partecipato al Campeonato Paulista Série A1 per la prima volta. Il Guaratinguetá fu sconfitto dal São Caetano con il risultato di 2-0 all'Estádio Anacleto Campanella nella partita di debutto nella massima divisione statale.
Il 15 ottobre 2010, il club ha annunciato di trasferirsi da Guaratinguetá ad Americana, e con il conseguente cambio di nome in Americana Futebol.
Il 28 novembre 2011, dopo più di un anno ad Americana, l'amministratore del club, Sony Sports, ha annunciato il ritorno della squadra a Guaratinguetá per partecipare al Campionato Paulista 2012 e altre competizioni, dato che la città di Americana e lo stadio principale, l'Estádio Décio Vitta, non erano in grado di sostenere il club e il principale club della città, il Rio Branco, e anche perché la maggior parte dei tifosi provenivano da Guaratinguetá.